# Олексин Роман Юрійович
Рома́н Ю́рійович Оле́ксин (23 жовтня 1989 — 19 лютого 2023, поблизу с. Берестове Куп'янський район Харківської області) — молодший сержант Збройних сил України, учасник російсько-української війни.

## Життєпис
Роман Олексин народився 23 жовтня 1989 року.
Навчався у Богодухівській загальноосвітній школі І—ІІІ ступенів № 2.
У 2014 році пішов добровольцем до лав Збройних сил України. 19 лютого 2023 року загинув поблизу Берестового Куп'янського району Харківської області.
Прощання відбулося 23 лютого 2023 року. Похований на Алеї Героїв Богодухівського кладовища в місті Богодухові.
Вдома лишилися мати, дружина, двоє дітей.

## Нагороди та вшанування
- орден «За мужність» II ступеня (2023, посмертно) — за особисту мужність, виявлену у захисті державного суверенітету та територіальної цілісності України, самовіддане виконання військового обов'язку[3].